# Poladryas gunderiae
Poladryas gunderiae är en fjärilsart som beskrevs av Holland 1930. Poladryas gunderiae ingår i släktet Poladryas och familjen praktfjärilar. Inga underarter finns listade i Catalogue of Life.